# Marmaduke (Arkansas)
Marmaduke – miasto w Stanach Zjednoczonych, w stanie Arkansas, w hrabstwie Greene.